# Siyum HaShas
Siyum HaShas (en hebreo: סיום הש"ס) (en español: "El cumplimiento de los seis órdenes del Talmud") es la celebración de la finalización del programa Daf Yomi (una página diaria del Talmud), es un ciclo de aprendizaje de la Torá oral y sus comentarios que dura siete años y medio, en el que cada una de las 2.711 páginas del Talmud de Babilonia son estudiadas en orden.
El primer ciclo de Daf Yomi comenzó el primer día de Rosh Hashaná de 5684 (el 11 de septiembre de 1923); el duodécimo ciclo concluyó el 2 de agosto de 2012, y el día siguiente comenzó el decimotercer ciclo, que concluyó el 4 de enero de 2020. El Siyum HaShas marca el final del ciclo anterior y el principio del siguiente, y se caracteriza por discursos inspiradores, cantos y bailes emocionantes. Para los judíos que creen que el estudio de la Torá es una obligación diaria, la publicidad y el entusiasmo que rodea al Siyum HaShas ha resultado en más participantes, más lecciones de Daf Yomi (shiurim), y más lugares donde se celebra el Siyum en cada ciclo.

## Primer Siyum
El primer Siyum HaShas tuvo lugar el 2 de febrero de 1931 en varias ciudades de Europa oriental y en Jerusalén, la celebración tuvo lugar principalmente en la recién inaugurada Yeshivá Jajmei Lublin, en la ciudad de Lublin, Polonia. Decenas de miles de judíos asistieron a estos eventos. El rabino Meir Shapiro presidió el Siyum en su yeshivá en presencia de muchos líderes de la judería polaca. En los Estados Unidos de América, se celebraron dos Siyum en Baltimore y en Filadelfia. Desde 1990, la celebración del Siyum HaShas en los Estados Unidos de América, ha sido organizada por la organización Agudath Israel de América. La asistencia del público aumentó dramáticamente, y el uso de estadios más grandes se hizo necesario.

## Duodécimo Siyum
El duodécimo Siyum HaShas tuvo lugar el 1 de agosto de 2012 en el estadio MetLife de Nueva Jersey, el Siyum contó con la asistencia de más de 93.000 judíos ortodoxos. Otras celebraciones que tuvieron lugar en los Estados Unidos de América, Israel, Canadá, Europa y Australia, reunieron a cientos de miles de personas.

## Décimo tercer Siyum
El décimo tercer Siyum HaShas tuvo lugar entre enero y febrero de 2020 en varios lugares de los Estados Unidos, Europa y Australia. El evento principal tuvo lugar en los Estados Unidos y fue organizado por la organización judía ultraortodoxa Agudath Israel de América, el 1 de enero en el estadio MetLife, que tiene una capacidad para 92.000 personas y también en el Barclays Center de Brooklyn, Nueva York. Las primeras celebraciones del Siyum tuvieron lugar en diciembre de 2019 en Melbourne y Viena. En Israel, la organización Hadran organizó un Siyum centrado en la enseñanza del Talmud y en la promoción del programa de aprendizaje Daf Yomi para las mujeres. La organización ultraortodoxa Dirshu celebró su propio Siyum en el Prudential Center de Newark, Nueva Jersey, el 9 de febrero de 2020.

Dirshu alquiló las tres instalaciones más grandes de Newark: el Prudential Center, el New Jersey Performing Arts Center (NJPAC) y el Newark Symphony Hall. Había una fuerte presencia policial en la ciudad con agentes uniformados patrullando las calles y dirigiendo el tráfico.